# Museu Rosa Parks
O Museu Rosa Parks (em inglês:  Rosa Parks Museum) está localizado no campus satélite da Universidade de Troy em Montgomery, em Montgomery, Alabama. Ele abriga informações, exposições e alguns artefatos do boicote aos ônibus de Montgomery de 1955. Este museu recebeu o nome da ativista dos direitos civis Rosa Parks, que é conhecida por se recusar a ceder seu assento a uma pessoa branca em um ônibus da cidade.

## Museu
Dentro do museu, há atividades interativas e até mesmo uma reconstituição do que aconteceu no ônibus como se o visitante estivesse do lado de fora do ônibus assistindo. Há artefatos no museu do boicote aos ônibus de Montgomery.
Este museu é significativo para Montgomery porque exibe eventos que ocorreram durante a era dos direitos civis no Alabama. Uma das razões para construir o museu foi devido ao boicote aos ônibus que ocorreu em Montgomery. Foi construído em homenagem a Rosa Parks para educar e contar às pessoas sua história. Enquanto o ônibus real em que o incidente ocorreu está em exibição no Museu Henry Ford em Dearborn, Michigan, há um em exposição que é idêntico a ele.

### Dedicação
A Universidade de Troy queria dedicar sua nova biblioteca e museu a Rosa Parks, "A Mãe do Movimento pelos Direitos Civis". A biblioteca leva seu nome e comemora sua recusa em ceder seu assento no ônibus da cidade de Montgomery a um homem branco. O museu e a biblioteca foram abertos no aniversário do dia em que ela se recusou a ceder seu assento: 1º de dezembro.
Para o 65º aniversário do boicote, duas novas exposições itinerantes foram adicionadas. "As Mulheres do Movimento" conta as histórias de Jo Ann Robinson, Aurelia Browder, Claudette Colvin, Mary Louise Smith e Lucille Times. "O Legado de Rosa Parks" inclui a história do museu e a relevância da desobediência não violenta na atualidade.